# El-Azariyeh
El-Azariyeh (Lasaros plats) är en palestinsk stad tre kilometer utanför Jerusalem strax öster om Olivberget. 
Staden identifieras ofta som det bibliska Betania, platsen där Jesus uppväckte Lasaros från de döda. Tidigare var inpendlingen till Jerusalem omfattande, men i och med byggandet av separationsbarriären 2002 hamnade orten på "fel" sida om muren.
Ett mindre antal turister kommer till El-Azariyeh för att besöka Lasaros grav.